# Конфрансон
Конфрансо́н (фр. Confrançon) — коммуна во Франции, находится в регионе Рона — Альпы. Департамент — Эн. Входит в состав кантона Монревель-ан-Брес. Округ коммуны — Бурк-ан-Брес.
Код INSEE коммуны — 01115.

## География
Коммуна расположена приблизительно в 360 км к юго-востоку от Парижа, в 60 км севернее Лиона, в 15 км к северо-западу от Бурк-ан-Бреса.
На севере коммуны протекает река Мантон.

## Климат
Климат полуконтинентальный с холодной зимой и тёплым летом. Дожди бывают нечасто, в основном летом.

## Население
Население коммуны на 2010 год составляло 1157 человек.
| 1962 | 1968 | 1975 | 1982 | 1990 | 1999 | 2010 |
| ---- | ---- | ---- | ---- | ---- | ---- | ---- |
| 728  | 657  | 725  | 720  | 805  | 862  | 1157 |

## Администрация
| Период | Период | Фамилия       | Партия                  | Примечания |
| ------ | ------ | ------------- | ----------------------- | ---------- |
| 1995   | 2001   | Клод Фромон   |                         |            |
| 2001   | 2020   | Кристиан Кола | Социалистическая партия |            |

## Экономика
В 2010 году среди 743 человек трудоспособного возраста (15—64 лет) 607 были экономически активными, 136 — неактивными (показатель активности — 81,7 %, в 1999 году было 74,6 %). Из 607 активных жителей работали 570 человек (307 мужчин и 263 женщины), безработных было 37 (11 мужчин и 26 женщин). Среди 136 неактивных 50 человек были учениками или студентами, 56 — пенсионерами, 30 были неактивными по другим причинам.

## Достопримечательности
- Замок Лорьоль[фр.] (XIX век). Исторический памятник с 1994 года[4]

## Фотогалерея

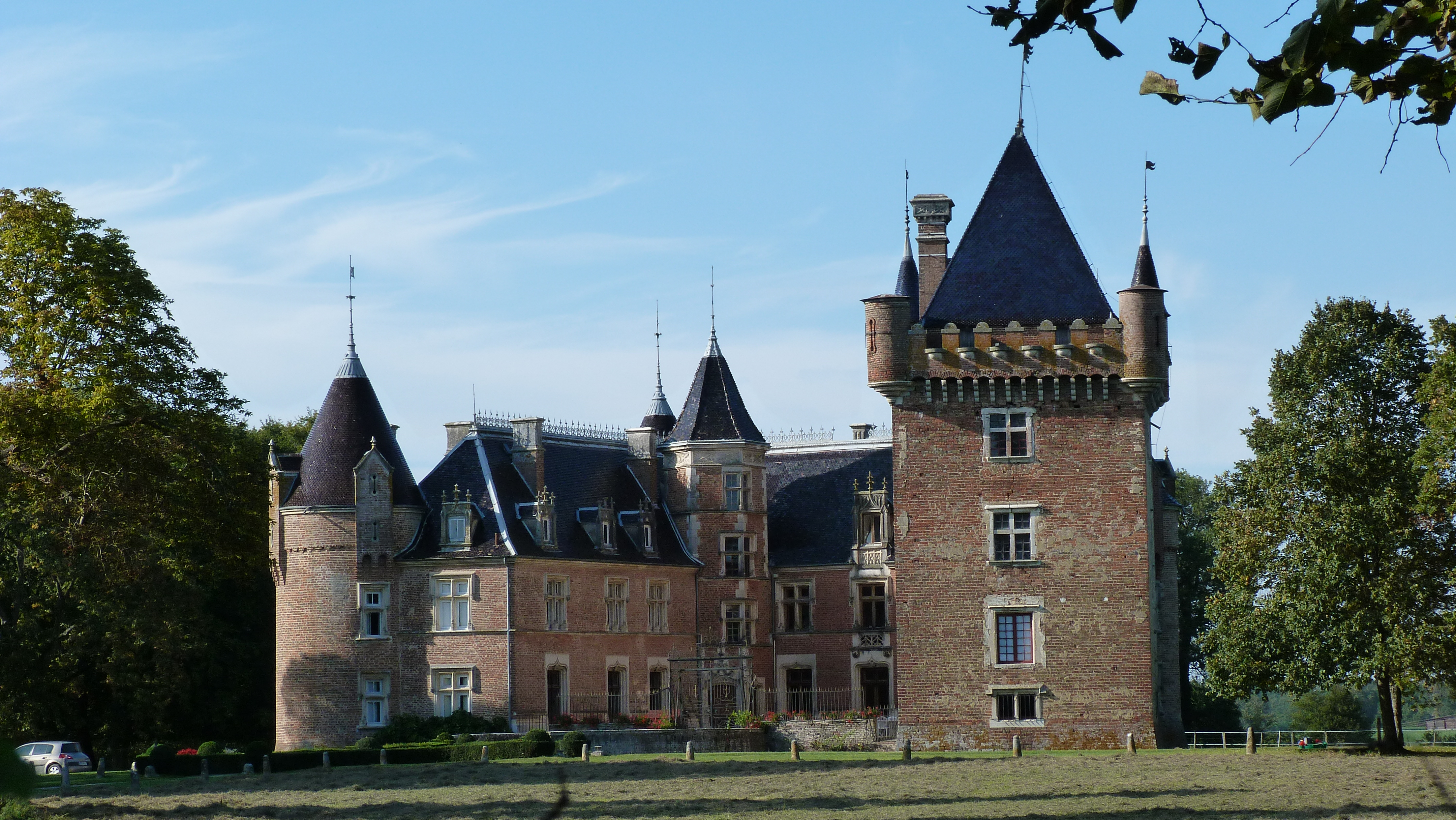
Замок Лорьоль
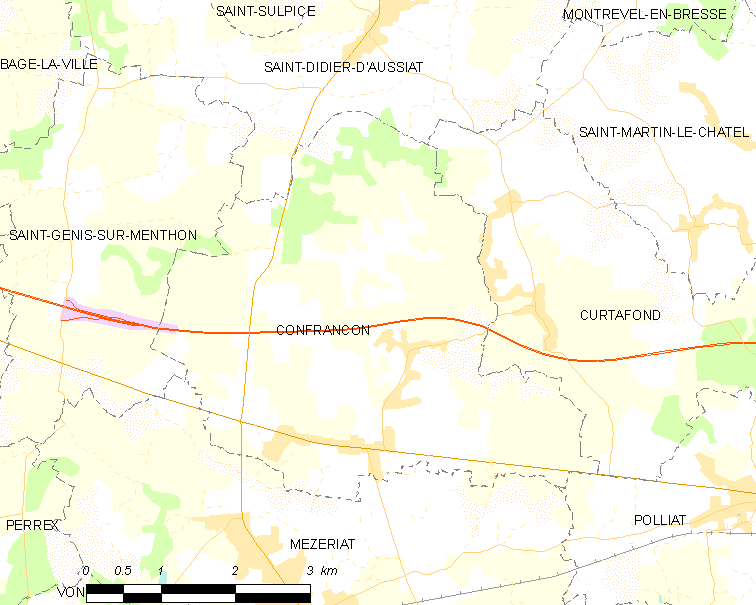
Карта коммуны